# ورزشگاه شهرداری تایپه
ورزشگاه شهرداری تایپه یک استادیوم چند منظوره در شهر تایپه ، کشور تایوان است. ورزشگاه اصلی که در سال 1956 میلادی ساخته شد، بیشتر برای مسابقات دو و میدانی استفاده می شد. همچنین خواننده معروف مایکل جکسون در تور جهانی خطرناک خود در 4 و 6 سپتامبر 1993 در حضور 80000 نفر، دو کنسرت در این ورزشگاه اجرا کرد. 
این ورزشگاه برای المپیک تابستانی ناشنوایان ۲۰۰۹ بین دسامبر ۲۰۰۶ و جولای ۲۰۰۹ تخریب و بازسازی شد.  ورزشگاه جدید گنجایش 20000 نفر را دارد. در 3 ژوئیه 2011، زمانی که چین تایپه میزبان مالزی در مرحله مقدماتی جام جهانی 2014 - بازی دور اول AFC بود ، این ورزشگاه بیشترین تعداد تماشاچی را برای یک بازی فوتبال ثبت کرد. در این بازی، 15335 تماشاگر برای تماشای این بازی در ورزشگاه حضور داشتند.  در سال 2013، 500 نفر برای یک مسابقه لیگ داخلی بین باشگاه های فوتبال تایپوور و تاتونگ در ورزشگاه حاضر شدند. 

## مسابقات بین المللی
| تاریخ          | رقابت                          |
| -------------- | ------------------------------ |
| 5 سپتامبر 2009 | المپیک تابستانی ناشنوایان 2009 |
| 19 آگوست 2017  | یونیورسیاد تابستانی 2017       |

## همچنین ببینید
- لیست استادیوم های تایوان